# Ionás Nikoláou
Ionás Nikoláou (grec moderne : Ιωνάς Νικολάου), né le 21 janvier 1963 à Nicosie, est un homme politique chypriote. Il est ministre de la Justice et de l'Ordre public de 2013 à 2019.